# ナンディ (カウンティ)
ナンディ（スワヒリ語: Wilaya ya Nandi）は、ケニア西部の旧リフトバレー州中部のカウンティ。
面積は2884.4km2で、2009年の人口は75万2965人、人口密度は261.1人/km2。
中心都市・最大都市はカプサベト。

## 人口推移
- 1979年8月24日：29万9319人
- 1989年8月24日：43万3613人
- 1999年8月24日：57万8751人
- 2009年8月24日：75万2965人[1]

## 隣接カウンティ
- 北～東：ウアシン・ギシュ (カウンティ)
- 南東：ケリチョ (カウンティ)
- 南：キスム (カウンティ)
- 南西：ヴィヒガ (カウンティ)
- 西：カカメガ (カウンティ)

## 主要都市
- カプサベト（英語版）：2万2804人(中心都市・最大都市)[1]

## 地理
主にナンディ丘陵に含まれる。
部族社外が多く残り、中でもナンディ人の規模は大きい。
30の区に分かれる。

## 経済
貧困率：13.7%

## 著名人[2]
- コイタレル・アラプ・サモエイ（英語版）
  - 1860年～1905年10月19日
    - ナンディ人（英語版）の族長で、ナンディ抵抗運動（英語版）を率いた。

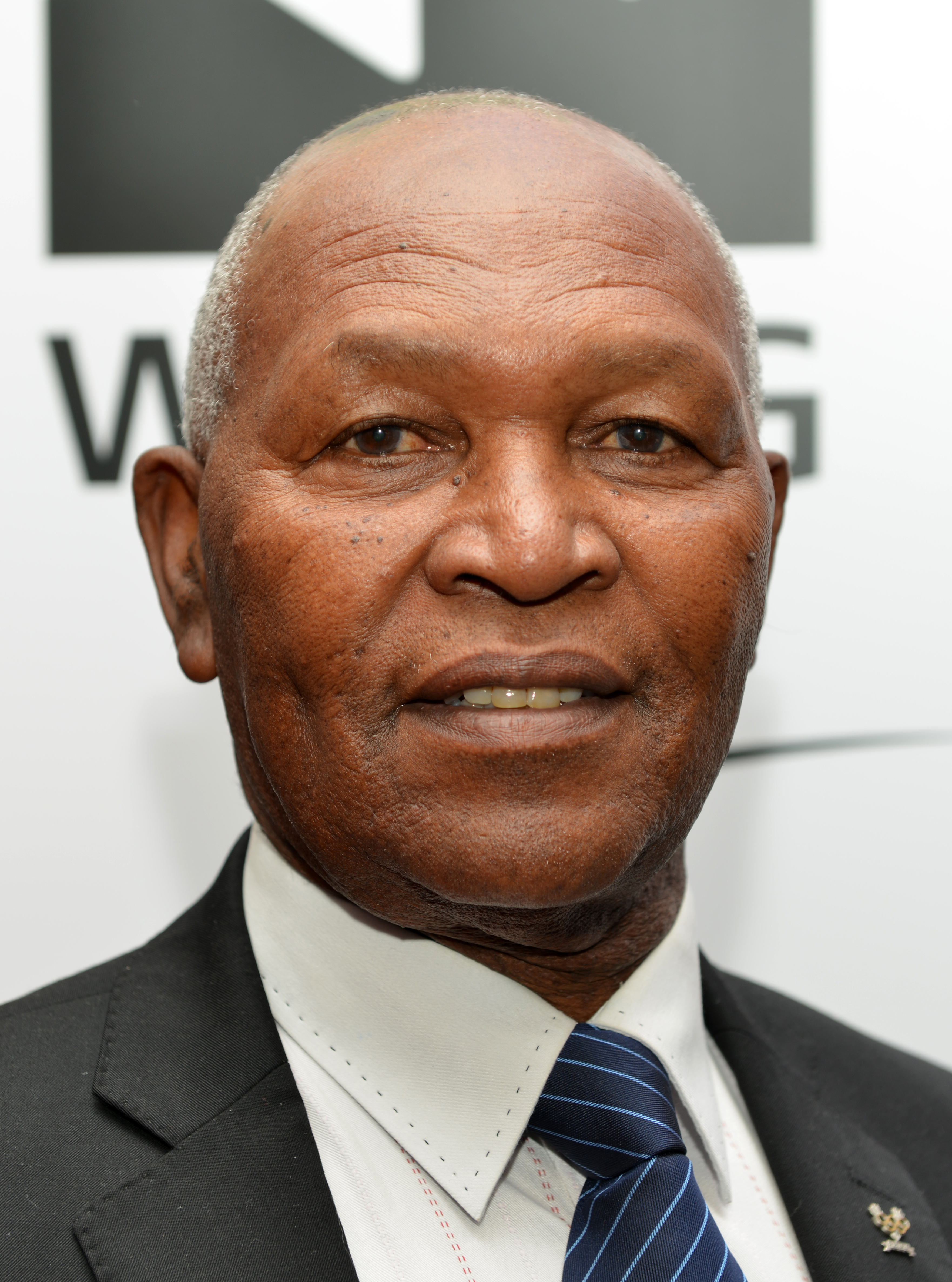
キプチョゲ・ケイノ(2014年)

- キプチョゲ・ケイノ(Kipchoge Keino)
  - 1940年1月17日～
  - ケニア代表の男子1500m・5000m選手
    - 1965年：アフリカ競技大会(コンゴ共和国・ブラザヴィル)金メダル(1500m・5000m)
    - 1966年：コモンウェルスゲームズ(ジャマイカ・キングストン)金メダル(1マイル・3マイル)
    - 1968年：メキシコ市五輪1968金メダル(1500m)・銀メダル(5000m)
    - 1970年：コモンウェルスゲームズ(スコットランド・エディンバラ)金メダル(1500m)・銅メダル(5000m)
    - 1972年：ミュンヘン五輪1972金メダル(3000m障害)・銀メダル(1500m)
    - 1973年：アフリカ競技大会(ナイジェリア・ラゴス)銀メダル(1500m)
    - 2016年：オリンピック栄誉賞（英語版）受賞(初代)
- モーゼス・タヌイ(Moses Tanui)
  - 1965年8月20日～
  - ケニア代表の男子長距離走選手
    - 1991年：世界陸上(日本・東京)金メダル(1万m)
    - 1993年：世界陸上(ドイツ・シュトゥットガルト)銀メダル(1万m)
    - 1995年：世界ハーフマラソン選手権大会(フランス・モンベリアル)金メダル
    - 1997年：世界ハーフマラソン選手権大会(スロバキア・コシツェ)銀メダル

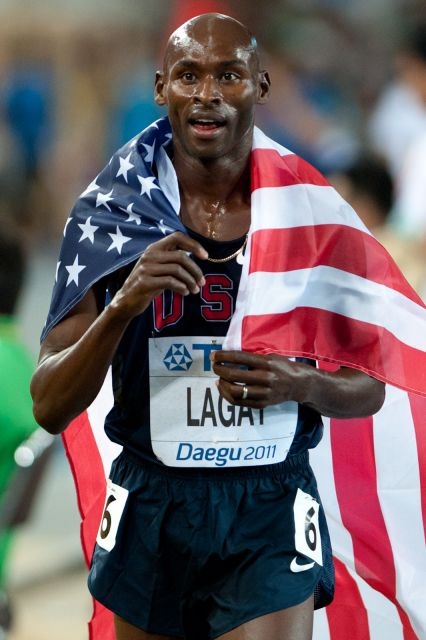
バーナード・ラガト(2011年)

- バーナード・ラガト(Bernard Kipchirchir Lagat)
  - 1974年12月12日～
  - アメリカ合衆国代表の男子中距離走選手
    - 2000年：シドニー五輪2000(オーストラリア・シドニー)銅メダル(1500m)
    - 2001年：世界陸上(カナダ・エドモントン)銀メダル(1500m)
    - 2003年：世界室内陸上(イングランド・バーミンガム)銀メダル(1500m)
    - 2004年：アテネ五輪2004(ギリシャ・アテネ)銀メダル(1500m)、世界室内陸上(ハンガリー・ブダペスト)金メダル(3000m)
    - 2007年：世界陸上(日本・大阪)金メダル(1500m)、金メダル(5000m)
    - 2009年：世界陸上(ドイツ・ベルリン)銅メダル(1500m)、銀メダル(5000m)
    - 2010年：世界室内陸上(カタール・ドーハ)金メダル(3000m)
    - 2011年：世界陸上(韓国・大邱)銀メダル(5000m)
    - 2012年：世界室内陸上(トルコ・イスタンブール)金メダル(3000m)
    - 2014年：世界陸上(ポーランド・グダニスク)銀メダル(3000m)

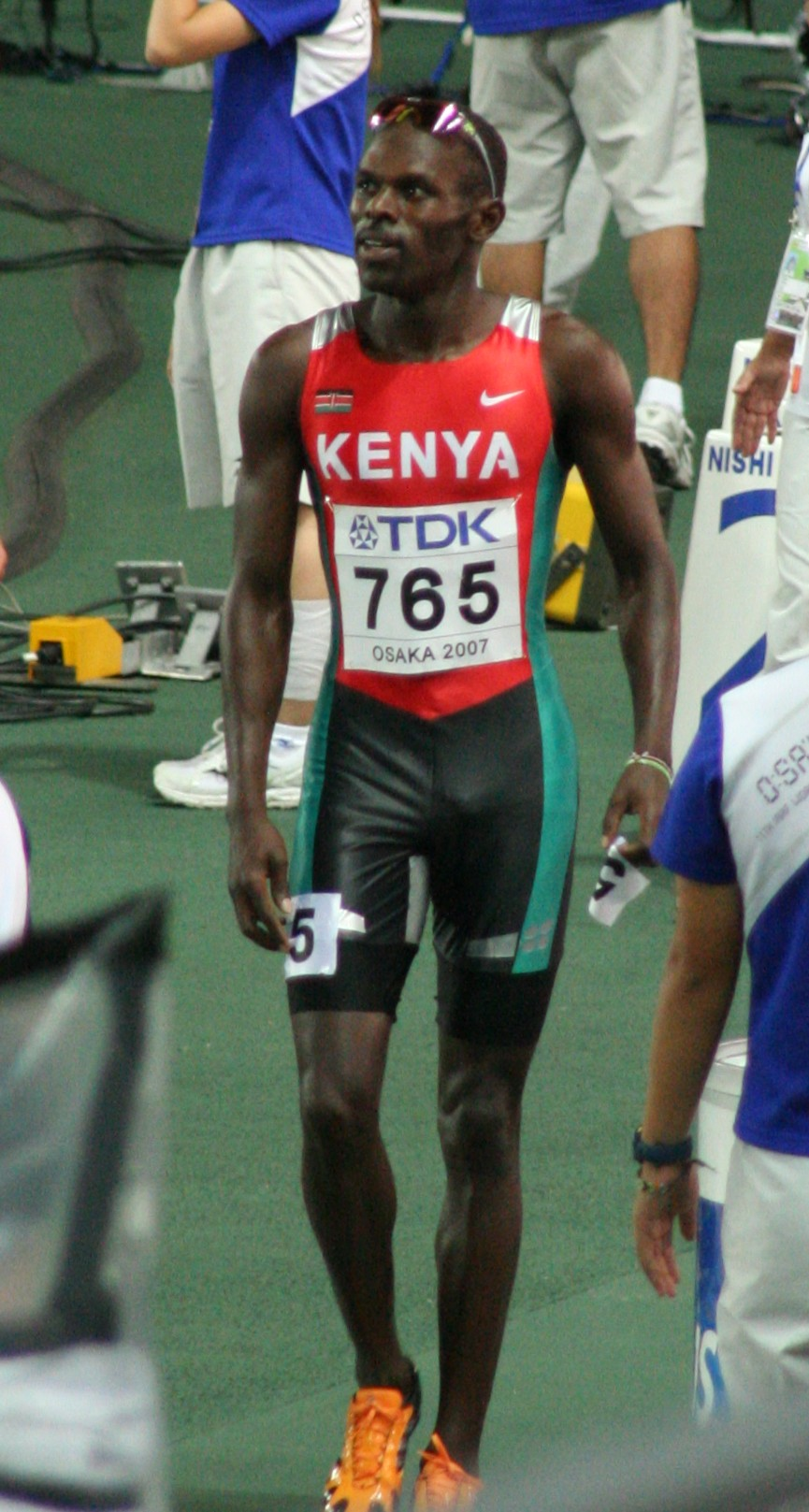
ウィルフレッド・ブンゲイ(2007年)

- ウィルフレッド・ブンゲイ(Wilfred Kipkemboi Bungei)
  - 1980年7月24日～
  - ケニアの男子800m走者
    - 1998年：世界ジュニア陸上(フランス・アヌシー)銀メダル
    - 2001年：世界陸上(カナダ・エドモントン)銀メダル
    - 2003年：世界室内陸上(イングランド・バーミンガム)銅メダル・IAAFワールドアスレチックファイナル(モナコ・モンテカルロ)金メダル
    - 2005年：IAAFワールドアスレチックファイナル(モナコ・モンテカルロ)金メダル
    - 2006年：世界室内陸上(ロシア・モスクワ)金メダル・IAAFワールドアスレチックファイナル(ドイツ・シュトゥットガルト)銅メダル
    - 2008年：北京五輪2008金メダル

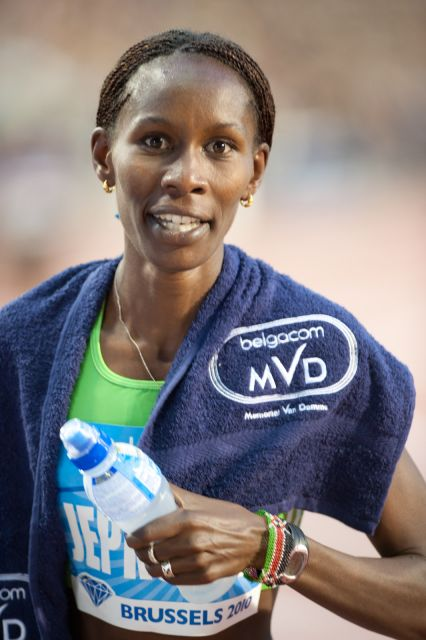
ジェネス・ジェプコスゲイ(2010年)

- ジェネス・ジェプコスゲイ(Janeth Jepkosgei)
  - 1983年12月13日～
  -  ケニア代表の女子800m選手
    - 2002年：世界ジュニア陸上選手権(ジャマイカ・キングストン)金メダル
    - 2006年：コモンウェルスゲームズ(オーストラリア・メルボルン)金メダル・IAAFワールドアスレチックファイナル(ドイツ・シュトゥットガルト)銀メダル・IAAF陸上ワールドカップ(ギリシャ・アテネ)銀メダル
    - 2007年：世界陸上(日本・大阪市)金メダル・IAAFワールドアスレチックファイナル(ドイツ・シュトゥットガルト)金メダル
    - 2008年：北京五輪2008銀メダル・IAAFワールドアスレチックファイナル(ドイツ・シュトゥットガルト)銀メダル
    - 2009年：世界陸上(ドイツ・ベルリン銀メダル
    - 2011年：世界陸上(韓国・大邱)銅メダル

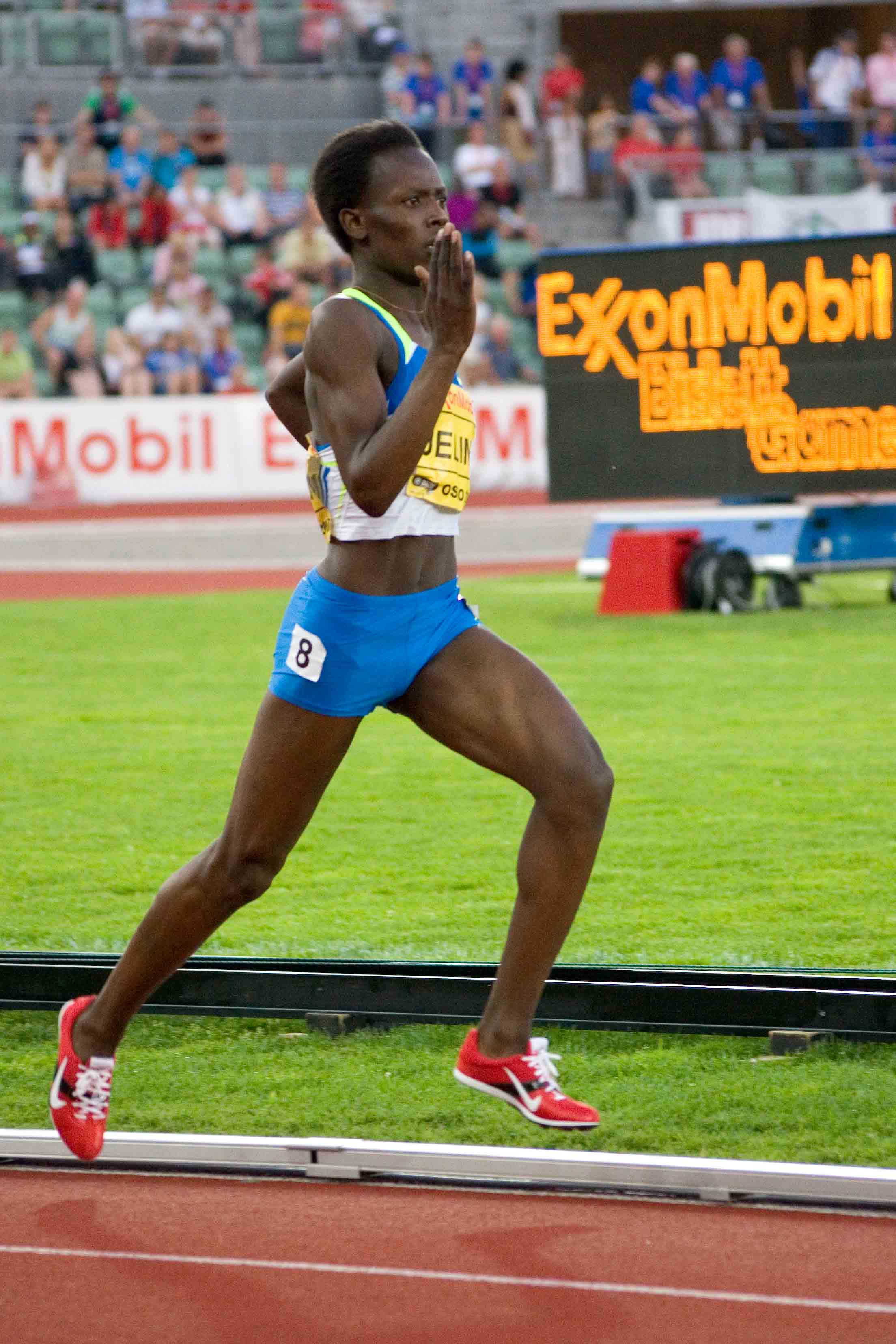
パメラ・ジェリモ(2008年)

- パメラ・ジェリモ(Pamela Jelimo)
  - 1989年12月5日～
    - ケニア代表の女子800m走選手
    - 2008年：アフリカ陸上(エチオピア・アディスアベバ)金メダル(800m)、銀メダル(4×400mリレー)、北京五輪2008金メダル(800m)